# Karabinek StG44
StG 44 (Sturmgewehr 44), początkowo oznaczony MP 43 lub MP 44 – niemiecki karabinek automatyczny z okresu II wojny światowej wprowadzony na uzbrojenie w 1943 roku. Jeden z pierwszych karabinków automatycznych na nabój pośredni wprowadzonych do uzbrojenia.

## Historia
W 1940 roku Niemcy rozpoczęli pracę nad projektem karabinka automatycznego zasilanego nabojem pośrednim, który miał połączyć zalety pistoletu maszynowego z karabinem, tj. charakteryzować się stosunkowo niską masą, możliwością skutecznego strzelania na odległość ok. 400–600 m i dużą siłą ognia dzięki możliwości prowadzenia ognia ciągłego.

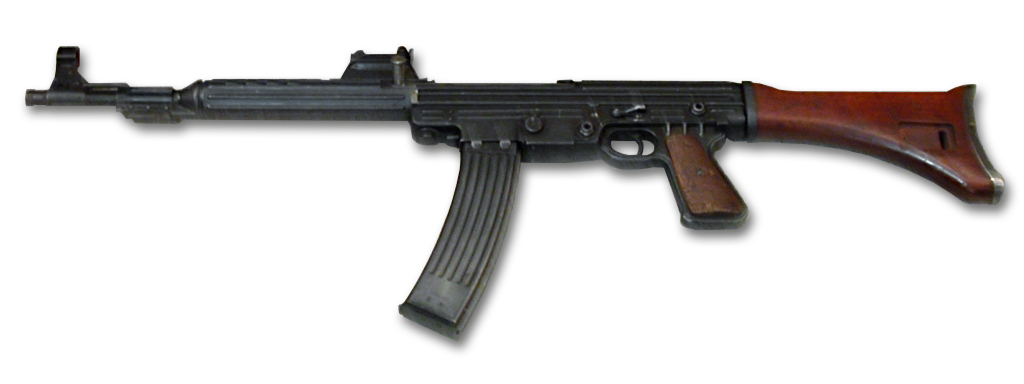
MKb 42(W)

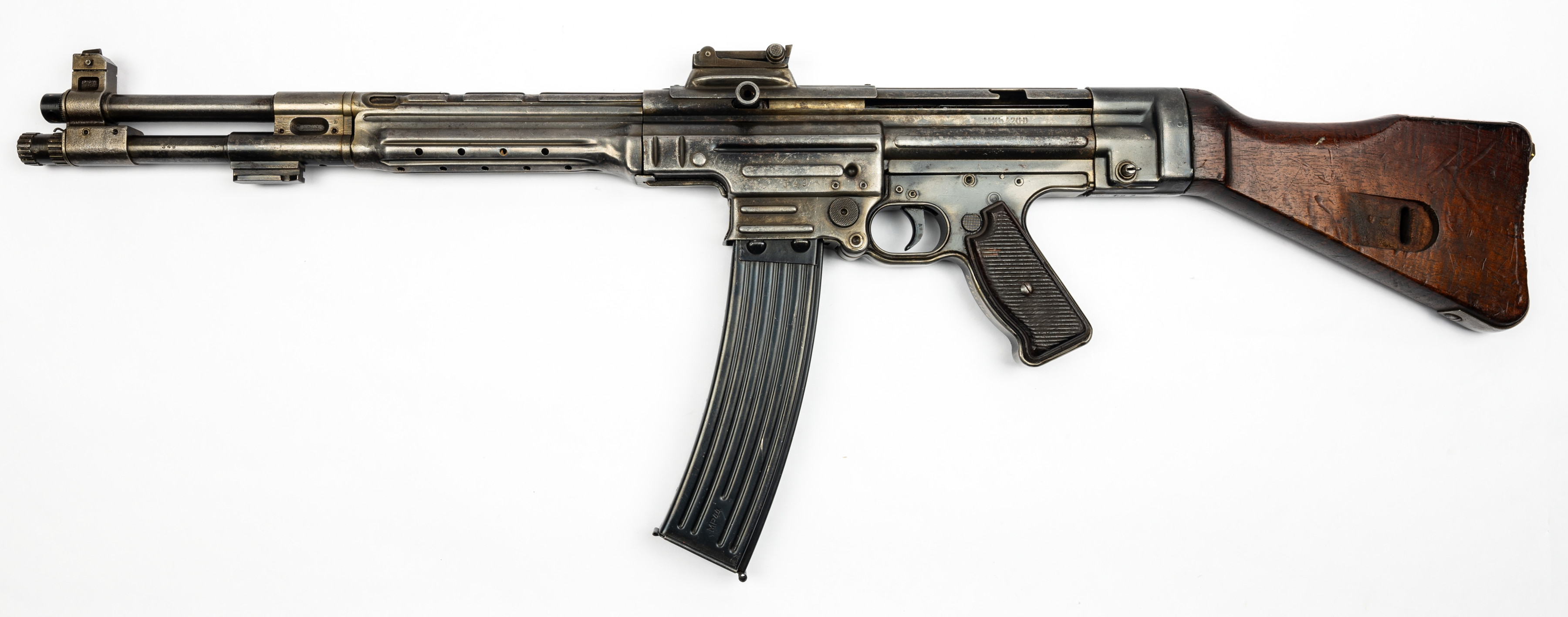
MKb 42(H)

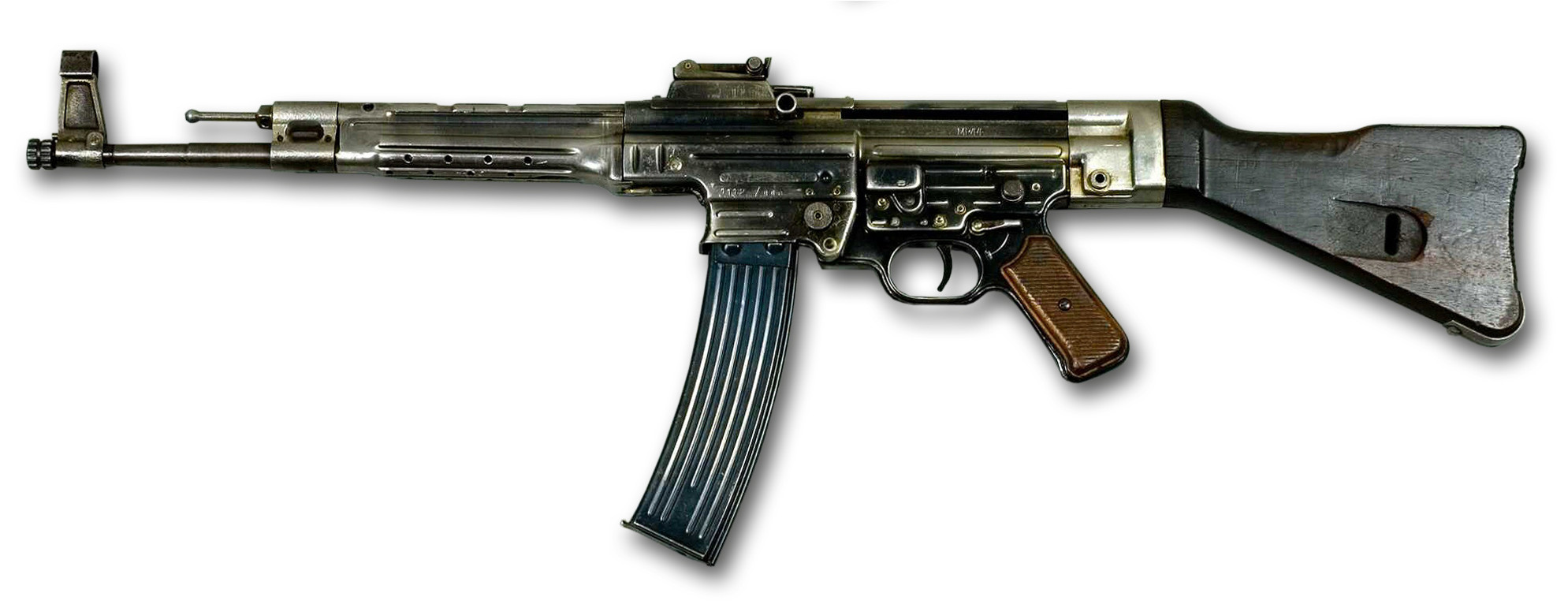
MP 43, MP 44, StG 44

Projekt takiego karabinka oznaczono jako MKb 42 (niem. Maschinenkarabiner 42 – karabinek maszynowy wzór 42). Pracę nad tym projektem podjęły dwie wytwórnie broni: Carl Walther oraz C. G. Haenel. W broni tej użyto naboi pośrednich Karabinerpatrone 7,92 × 33 mm wytwórni amunicji Polte. Dzięki zastosowaniu takiej amunicji zasięg efektywny broni wynosił 600 metrów, a prędkość początkowa pocisku 680 m/s.
Po przebadaniu obu projektów: MKb 42(W) firmy Walther i MKb 42(H) firmy C.G. Haenel, przyjęto jako lepszy projekt MKb 42(H) zaprojektowany przez Hugona Schmeissera. Był on bardziej niezawodny, chociaż z powodu strzelania z zamka otwartego, był mniej celny od karabinka firmy Walther, który miał zamek ryglowany przez obrót i strzelał z zamka zamkniętego. Od listopada 1942 do września 1943 wyprodukowano niecałe 12 000 sztuk MKb 42(H).
Ostatecznym ogniwem rozwoju stał się ulepszony karabinek firmy Haenel, z zastosowaniem zasady strzelania z zamkniętego zamka oraz mechanizmu spustowo-uderzeniowego zaadaptowanego z karabinka Walthera, oznaczony jako MP43B, a następnie po dalszych ulepszeniach, MP 43/1 (niem. Maschinenpistole 43/1 – pistolet maszynowy wzór 43/1). Został przyjęty do produkcji i od czerwca 1943 rozpoczęto jego produkcję seryjną. Główną różnicę wizualną między oboma wzorami broni była długa tuleja korka komory gazowej nad lufą, sięgająca prawie do wylotu lufy w MKb 42(H), zastąpiona przez krótką tuleję z charakterystycznym prętem do stawiania broni w kozły (koźlikiem) w MP 43/1. Nowa broń została wprowadzona na uzbrojenie oddziałów Wehrmachtu i Waffen SS. W toku produkcji karabinek ten został jeszcze zmodyfikowany i produkowany był pod kilkoma desygnatami. Po zrezygnowaniu z długiego gwintu na lufie do mocowania garłacza, zmieniono oznaczenie na MP 43. W 1944 roku dokonano jeszcze modyfikacji kształtu kolby, żeby pasowała do uchwytów na karabiny Mausera.

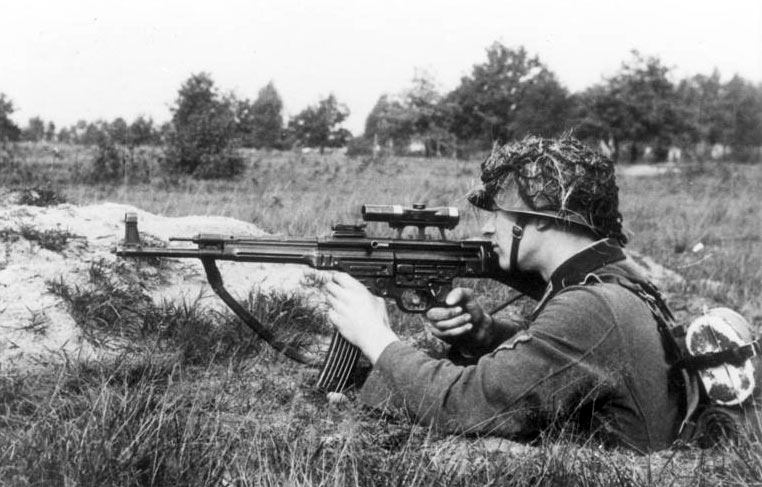
Żołnierz uzbrojony w karabin StG 44 wyposażony w celownik optyczny ZF41

Łącznie w latach 1943–1944 wyprodukowano 425 977 sztuk karabinków wszystkich wersji. Produkcja jednej sztuki StG 44 w 1944 r. zajmowała 14 roboczogodzin i kosztowała 70 marek. Następcą StG 44 miał być StG45(M) (Mauser Sturmgewehr 1945) o zbliżonych parametrach technicznych, ale lepiej przystosowany do masowej produkcji. Nigdy nie został on wdrożony do takiej produkcji, ale jego prototyp z zamkiem półswobodnym był dalekim przodkiem karabinów CETME i G3 oraz pistoletu maszynowego MP5.
Po zakończeniu II wojny światowej StG 44 w stosunkowo znacznych ilościach znajdował się na wyposażeniu niektórych oddziałów podziemia antykomunistycznego w Polsce. Był również używany przez milicję Niemieckiej Republiki Demokratycznej oraz jugosłowiańskich spadochroniarzy. Broń trafiła także w ręce członków rozmaitych organizacji zbrojnych w krajach trzeciego świata. Zakończenie w 1961 r. produkcji amunicji 7,92 mm x 33 Kurz w NRD (milicja enerdowska zastąpiła StG 44 karabinkiem AK) spowodowało spadek użyteczności tego pierwszego jako konstrukcji wojskowej. Nadal był używany m.in. w Afryce i jest cenioną bronią kolekcjonerską w USA. Przez lata amunicję produkowano w Jugosławii w zakładach Prvi Partizan, zaś liczba w pełni sprawnych egzemplarzy StG.44 okazała się tak duża, że w 2004 r. niemiecka firma SM Chemnitzer Sportwaffen und Munitionfabrik GmbH ponownie uruchomiła produkcję amunicji 7,92 × 33 mm.

## Nazewnictwo
Historia nazwy tej broni jest wyraźnym przykładem problemów i bałaganu w nazewnictwie z tamtego okresu. Określano ją początkowo (od grudnia 1941 do stycznia 1942) jako MK42 H.S. (Maschinenkarabiner 42 Haenel/Schmeisser), czyli nazwą fabryczną, od 16 do 21 stycznia 1942 na konferencji WaA i Polte w Kummersdorfie nadano jej miano MP 42S (Maschinenpistole 42 Schwer), którą następnie (od 21 do 28 stycznia 1942) zmieniono na sMP42 (schwere Maschinenpistole 42 – ciężki pistolet maszynowy wzór 42), nadaną po prezentacji przez WaA sekcji uzbrojenia In2. Od 28 stycznia do 7 lutego 1942 nazwę zmieniono na MK42 (Maschinenkarabiner 42), decyzją In2, na którą zgodził się GendInf. W czasie od 7 lutego 1942 do 24 stycznia 1943 broń nosiła miano MKb 42, bowiem skrót MK był już zajęty i rozwijany jako Maschinenkanone (armata automatyczna), później, po 27 marca 1942, nastąpił podział na modele z Walthera i z Haenela, czyli MKb 42(W) i MKb 42(H). Od 24 stycznia 1943 do 4 kwietnia 1944 nazwę zmieniono na MP43 (Maschinenpistole 43) w dokumentach GendInf rozróżniających G43, MP43 i FG42, choć formalnie to MKb 42(H) przemianowano na MP43A, a poprawioną wersję MP43/1 na MP43B. 25 kwietnia 1944 zmieniono oznaczenie na MP 44. W końcu, od 22 listopada 1944 ostatecznie, zgodnie z oficjalnym rozkazem Adolfa Hitlera, broni nadane zostało oznaczenie StG 44 (Sturmgewehr 44 – karabin szturmowy wzór 44).

## Opis techniczny
Karabinek działa na zasadzie odprowadzenia gazów przez boczny otwór w ściance lufy. Komora gazowa typu zamkniętego ma stałą objętość. Broń składa się z następujących części: lufy z komorą gazową, komory zamkowej z płaszczem lufy, komory spustowej z rękojeścią, zamka, mechanizmów: ryglowego, spustowego i uderzeniowego; sprężyny powrotnej, tylca z kolbą i magazynka z mechanizmem podawania. Ryglowanie przewodu lufy następuje przez wychylenie zamka w płaszczyźnie pionowej podczas ryglowania (przekoszenie). Ryglowania i odryglowania dokonuje się za pomocą współpracujących ze sobą odpowiednio pochyłych płaszczyzn na zamku i suwadle. Karabinek posiada mechanizm uderzeniowy typu kurkowego. Mechanizm spustowy pozwala na prowadzenie ognia zarówno pojedynczego, jak i ciągłego. Celownik krzywkowy pozwala na prowadzenie ognia do 800 m. Podziałka celownika naniesiona jest na ramię celownika. Każda podziałka odpowiada zmianie odległości o 50 m. Szczerbinka i muszka o zarysie trójkąta. Zasilanie karabinka odbywa się z wymiennego magazynka łukowego o pojemności 30 naboi z dwurzędowym ułożeniem naboi. Oryginalną cechą StG 44 jest to, że większość części jest tłoczona, a do ich łączenia najczęściej stosowano nitowanie i spawanie punktowe.

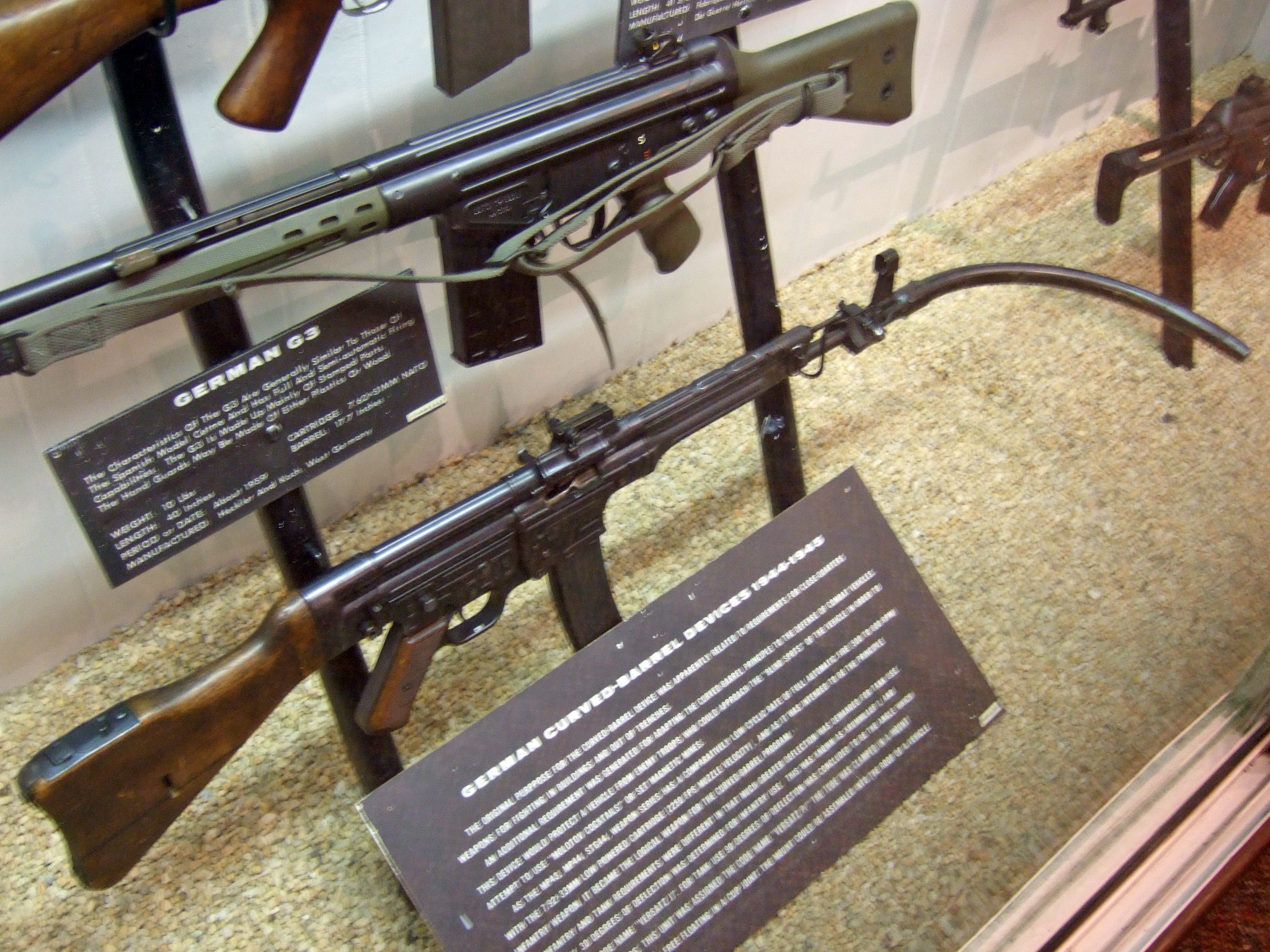
Karabinek StG 44 z nakładką kątową na lufę

Karabinek StG 44 produkowano w wersji standardowej, ale istniała też wersja posiadająca specjalną nakładkę z lufą wygiętą pod kątem 30 stopni do strzelania z czołgu. Wadą tej wersji było to, że szybko się zużywała, a pocisk mógł rozpaść się w lufie. Żywotność broni wynosiła ok. 300 strzałów.
Wbrew obiegowym teoriom spiskowym, powielającym pogląd jakoby radziecki karabinek AK miał być kopią lub modyfikacją StG44 (bazując na pewnym podobieństwie zewnętrznym obu broni), konstrukcje te nie są ze sobą powiązane i znacząco różnią się zastosowanymi rozwiązaniami technicznymi (szerzej zob. AK a StG44).

## Dane taktyczno-techniczne
| Wzór                                     | Mkb42(W)          | Mkb42(H)          | MP43, MP43/1      | StG44             |
| ---------------------------------------- | ----------------- | ----------------- | ----------------- | ----------------- |
| Kaliber (mm)                             | 7,92 × 33 mm Kurz | 7,92 × 33 mm Kurz | 7,92 × 33 mm Kurz | 7,92 × 33 mm Kurz |
| Masa bez amunicji (kg)                   | 4,43              | 5,00              | 4,90              | 4,6               |
| Masa z amunicją (kg)                     | 5,53              | 6,10              | 6,00              | 5,13              |
| Pojemność magazynka                      | 30                | 30                | 30                | 30                |
| Długość broni (mm)                       | 933               | 940               | 940               | 940               |
| Długość lufy (mm)                        | 409               | 412               | 419               | 419               |
| Prędkość początkowa pocisku (m/s)        | 650               | 640               | 690               | 690               |
| Szybkostrzelność teoretyczna (strz./min) | 600               | 500               | 470               | 470               |
| Szybkostrzelność praktyczna (strz./min)  | ??                | ??                | 100               | 100               |
| Donośność skuteczna (m)                  | 500               | 500               | 400–600           | 400–600           |